# Alphabeat
Alphabeat é uma banda dinamarquesa de retropop, antes conhecida como Sodastar, com seis integrantes, com os vocais Stine Bramsem e Anders SG, e os integrante Anders B (Guitarrista), Rasmus Nagel (Tecladista), Anders Reinholdt (Baixista) e Troels Møller (Baterista). A Banda assinou contrato com a Copenhagen Records na Dinamarca, lançando em 2007 o primeiro álbum "Alphabeat", no qual o single "Fascination" lançado em 2006 foi um hit no verão dinamarquês. Com o sucesso alcançado além da Dinamarca, mas em toda Europa, a banda fechou contrato com a EMI Records em 2007 para o relançamento do primeiro álbum no Reino Unido. Em 2008 foi lançado "This is Alphabeat". Em 2009 a banda lançou o segundo álbum na Dinamarca pela Copenhagen Records, titulado como "The Spell". Já no mercado internacional em 2010 lançou pela Polydor Records o segundo álbum no Reino Unido, que passou a se chamar de "The Beat Is...". Em 2012, de volta a Dinamarca, lançou o terceiro álbum pela Copenhagen Records chamado de "Express Non-Stop". Entre os principais hits da banda estão "Fascination", "10.000 Nights of Thunder", "Boyfriend", "The Spell" e "Hole in my Heart". Apesar de pouco tempo de carreira, a banda é bastante conhecida na Dinamarca, Holanda e no Reino Unido. Seu álbum de estréia homônimo foi segundo lugar nos charts da Dinamarca, vendendo mais de 100.000 cópias, sendo disco de platinha e disco de ouro no Reino Unido, onde alcançou o décimo lugar. Eles abriram o show de Lady Gaga na turnê Monster Ball Tour no Reino Unido e na Irlanda .

## 2002 - 2006: Formação: Sodastar e início de carreira.
A banda tem sua primeira formação a partir de 2002 quando os cinco amigos garotos que estudavam no mesmo colégio em Silkeborg, resolveram formar uma banda. Em 2002 surgia o Sodastar, e seis meses depois a garota Stine entra na banda. Agora com seis integrantes, surgia oficialmente a Sodastar, formada pelos integrantes Anders Stig Gehrt Nielsen (Anders SG - vocal), Stine Bramsen (vocal), Anders Bønløkke (Anders B - guitarrista), Rasmus Nikolaj Nagel Nielsen (Rasmus Nagel - tecladista), Anders Reinholdt (baixista) e Troels Møller Hansen (Troels Hansen - baterista). Em 2004, a banda que participava dos festivais regionais na Dinamarca combinando elementos dos B-52 e Wham!, ainda chamada Sodastar, lançou o primeiro single nas rádios da Dinamarca "My Best Friend", e acompanhando o single, de forma independente, lançaram o EP promocional homônimo que continha 03 músicas (1. Europe, 2. Love At First Sight, 3. My Best Friend).
No verão de 2004, mais precisamente em setembro, iniciaram uma Turnê com o nome Sodastar para promover o novo EP e o single lançado nas rádios, sendo que essa turnê foi até outubro do mesmo ano, passando por cidades da Dinamarca e Suécia
Todavia, o nome Sodastar já era utilizado por uma banda da Alemã e a banda teria que mudar de nome para evitar problemas futuros. A banda então se passou a se chamar "Alphabeat". Segundo a banda o nome Alphabeat é uma combinação de palavras que os inspiram: "Alphabeat City" e o "Alphabet Street" do Prince. Foi o baixista, Anders Reinholdt, que deu o nome Alphabeat e todos concordaram. O som é principalmente retro anos 80 pop melódico, inspirando-se  em bandas britânicas como Deacon Blue e Prefab Sprout, entre outros, com sobreposições distintivas de harmonias masculino e feminino atraiu os olhos de empresários e interessados, quando então fecharam contrato com a gravadora Copenhagen Records para o lançamento do primeiro álbum.

## 2006 - 2008: “Alphabeat “ e “This is Alphabeat”.
Com o contrato com a Copenhagen Records, em 06 de junho de 2006 a banda lança seu primeiro single oficial como Alphabeat, o single "Fascination", que virou o maior hit do verão Dinamarquês daquele ano. O single ganhou dimensões internacionais, entrando nos charts de diversos países mesmo sem lançamento internacional oficial. Antecedendo o lançamento do primeiro álbum, em 15 de Janeiro de 2007 foi lançado na Dinamarca pela Copenhagen Records o single "10.000 Nights of Thunder". Em 05 de março de 2007 o CD homônimo "Alphabeat" é lançado pelo Copenhagen Records na Dinamarca, o CD chegou ao segundo lugar nos charts em menos de 05 meses, ganhando certificado de Platina. Em 23 de Abril de 2007 foi lançado o single "Fantastic 6" também pela Copenhagen Records na Dinamarca. O single "Boyfriend" estreou em 05 de novembro de 2007 na Dinamarca.
O sucesso da banda em seu mercado “doméstico” atraiu a atenção de várias grandes gravadoras de maiores mercados no exterior, principalmente do Reino Unido, e para o lançamento internacional o Alphabeat fechou o contrato com a EMI Records Charisma para o relançamento do primeiro álbum no Reino Unido. Durante a turnê na Dinamarca a banda fez algumas alterações e adaptações do primeiro álbum, incluindo novas músicas e fazendo novas versões, trabalhando ainda com Mike Spencer para o lançamento. A banda se preparando para a jornada internacional muda de Copenhagen para Londres para se concentrar nos novos trabalhos, e em 26 de novembro de 2007 há o lançamento de "Fantastic Six" que é considerado o primeiro buzz single da banda no Reino Unido. Em 24 de fevereiro de 2008 é lançado o single "Fascination" pela EMI Records no Reino Unido, e tornou-se tão popular que foi escolhido como tema do comercial da Coca-Cola Diet na Europa, o que dizimou ainda mais a popularidade da banda. O Single foi número 6 do Official Charts do Reino Unido, permanecendo durante 30 semanas no Hot 100 do Official Charts. Em 18 de maio de 2008 foi lançado o segundo single "10.000 night" no Reino Unido, que alcançou a posição número 16 no Hot 100 do Official Charts de singles, seguido pelo relançamento internacional do Alphabeat, intitulado como “This is Alphabeat” em 02 de junho de 2008, chegando a posição 10 nas paradas dos álbuns mais vendidos, sendo certificado com disco de ouro pela British Phonographic Industry em 10 de outubro de 2008. Em 24 de agosto de 2008 o single "Boyfriend" é lançado e obtendo excelentes resultados no Official Charts do Reino Unido, chegando a posição de número 15, oportunidade que o Alphabeat chegou a 400.000 cópias vendidas no país diante dos 03 primeiros singles lançados. A banda participou do iTunes Festival daquele ano, lançando ainda um EP iTunes Festival em julho de 2008. Todos os EPs e Singles lançados pela EMI ganharam vendas digitais em todo o mundo, estando disponibilizados na loja do iTunes.
Paralelamente as promoções e divulgações do Reino Unido, a banda continuou os trabalhos e lançamentos na Dinamarca, sendo que em 21 de abril de 2008 lançou o single digital "Go-Go", que não teve um lançamento internacional. Em 24 de novembro de 2008 a banda lança internacionalmente, na Dinamarca e no Reino Unido o single "What Is Happening" como o último single de trabalho do primeiro álbum, sendo que esse foi acompanhado por venda digital internacional.
Após encerrados os trabalhos do lançamento do primeiro álbum a banda começou a colher os frutos, e em 2009 ganhou o prêmio Alphabeat EBBA. Todos os anos, os Border Breakers Awards (EBBA Europeus) reconhecem o sucesso de 10 artistas emergentes ou grupos que alcançaram o público fora dos seus países com seu primeiro álbum lançado internacionalmente no ano anterior ao lançamento. Alphabeat recebeu várias críticas positivas nos principais publicações britânicas, como o “NME”, “The Observer”, “Digital Spy”  e “Popjustice”, entrando na lista de indicados ao prêmio de "artista revelação" do EMA 2010 representando a Dinamarca.

## 2009 - 2011: “The Spell" e “The Beat Is...”.
Em 20 de dezembro de 2008, foi anunciado através de comunicado de imprensa que a banda tinha sido abandonada por sua gravadora “Charisma Records - EMI” no Reino Unido. Em um comunicado da banda em 19 de janeiro de 2009, foi confirmado que eles haviam escolhido para deixar a gravadora depois de ter sido dada a oportunidade. Foi anunciado em 7 de março de 2009 que Alphabeat tinha assinado um novo contrato de gravação com a gravadora “Polydor”. O empresário da banda disse: "Estamos entusiasmados com a assinatura de uma das empresas mais bem sucedidas do Reino Unido, e olhando para a frente para alcançar ainda mais sucesso com a banda e “Polydor” nos próximos anos".
Com um novo contrato e já com as influências do mercado londrino, em agosto de 2009 o site Popjustice estreou o clipe do single "The Spell", que foi lançado em 16 de outubro de 2009, concomitante na Dinamarca pela Copenhagen Records, bem como no Reino Unido pela Polydor Records. O novo single anunciava um álbum um pouco mais eletrônico do que o primeiro, com um novo visual da banda, sendo que alcançou a posição de número 20 no Official Charts do Reino Unido. Pela Copenhagen Records é lançado na Dinamarca em 26 de outubro de 2009 o segundo CD da banda chamado "The Spell", onde alcançou o número cinco das paradas e foi certificado disco de ouro em menos de dois meses de lançamento. Originalmente previsto para ser lançado em 2 de novembro de 2009, o lançamento no Reino Unido foi posteriormente adiado até 1 de Março de 2010 e título do álbum foi mudado para “The Beat Is ...”.
A banda definiu rumos diferentes para a Dinamarca, sendo que 09 de janeiro de 2010 lançou o single "DJ" pela Copenhagen Records. Paralelamente, em 18 de fevereiro de 2010 é lançado o single "Hole In My Heart" pela Polydor Records no Reino Unido, estreando no número 29 nas paradas de singles do Reino Unido, e chegando a posição de número 19 do Official Charts, dando finalmente início a venda do álbum com o lançamento em 01 de março de 2010. O Álbum estreou e chegou ao número 39 nas paradas dos álbuns do Reino Unido. O terceiro single no Reino Unido foi o single já lançado na Dinamarca - "DJ", sendo que o lançamento no Reino Unido foi sob o título de "DJ (I Could Be Dancing)", lançado em 27 de maio de 2010. A banda encerrou os trabalhos do segundo álbum com uma turnê na Dinamarca, sendo que em 21 de junho de 2010 é lançado na Dinamarca o single digital "Heatwave", disponível em todo mundo pelo iTunes. Heatwave chegou a posição de número 4 na Dinamarca, e esteve durante 20 semanas nos charts.
Paralelamente aos lançamentos oficiais, impulsionados pela turnê da Lady Gaga que abriram durante o início de 2010, lançaram em 08 de fevereiro o single/cover promocional "AlphaMonsterMashUp". A participação da banda na Turnê da Lady Gaga rendeu um remix oficial para o single da cantora norte americana "Telephone", sendo que o CD "The Remix" que contava com a participação do Alphabeat foi lançado em 30 de abril de 2010.

## 2012 - 2013: Express Non-Stop
Com o fim da divulgação e lançamento do segundo álbum no Reino Unido, a banda resolve tomar as rédeas de suas produções e encerra o contrato com a Polydor Records. Visando a produção e gravação do terceiro álbum, o Alphabeat retorna de Londres para a Copenhagen na Dinamarca onde então começa o processo de produção independente do terceiro álbum. Antecipando os rumos do terceiro álbum, a banda lança o single promocional "Vacation" em 12 de março de 2012, lançado somente no formato digital, que chegou na posição número 15 dos charts da Dinamarca, permanecendo por 15 semanas nos charts. Em 26 de março o single foi lançado no iTunes dos Estados Unidos, e disponível no mundo todo pelo iTunes. Começaram então os preparativos para o lançamento do novo álbum, e em 13 de agosto de 2012 é lançado o primeiro single oficial, a música "Love Sea". O single chegou a posição número 10 na Dinamarca e esteve durante 11 semanas nos charts, e ainda repercutiu em todo o mundo, chegando a posição de número 83 no iTunes Brasil. O Alphabeat estava de volta. Em 24 de setembro de 2012 foi lançado na Dinamarca o terceiro álbum "Express Non-Stop" pela Copenhagen Records, ficando por 07 semanas no Top 40 da Dinamarca, sendo o terceiro lugar a sua melhor posição. Em 07 de agosto de 2013 o blogueiro famoso Perez Hilton lançou uma coletânea chamada Perez Hilton Presents Pop Up! #1 no qual contém o single "Vacation" do Alphabeat.
Para o Natal, o Alphabeat lança em 23 de novembro de 2012 o single promocional "X-Mas (Let's Do It Again)" que não fazia parte da tracklist oficial do "Express Non-Stop", que depois foi acrescentada numa versão do iTunes. Em dezembro de 2012 foi divulgado pela Copenhagen Records o "Alphabeat Beta Session" no YouTube, um pequeno show acústico dentro do projeto da gravadora de apresentar o catálogo de bandas ao mundo, servindo também para apresentar o último trabalho da banda de forma acústica.  Em 18 de fevereiro de 2013 foi lançado na Dinamarca, em formato digital, o terceiro single do último CD "Show Me What Love Is" na versão "Show Me What Love Is (Time Machine Radio Edit)", estando disponível para venda só pela Copenhagen Records na Dinamarca. Não foi lançado clipe oficial para o single, servindo a apresentação "Live @Sport 2012" como vídeo para divulgação.

## 2014 - presente: Hiato, Carreira Solo da Stine Bramsen e Projeto THANKS
No final de 2013 veio a notícia de hiato da banda após o final da Express Non-Stop Summer Tour.
O hiato é confirmado com a notícia de lançamento do CD solo da vocalista Stine Bramsen em 27 de setembro de 2013. O lançamento do primeiro single "Prototypical" da Stine Bramsen ocorre em 31 de janeiro de 2014, estando disponível pelo iTunes em todo mundo. Na Dinamarca o single alcançou a posição #2 no Charts, mas foi a música mais tocada na Dinamarca alcançando a posição #1 no Airplay. A música não ganhou clipe oficial, servindo o vídeo "Live Session", disponível no canal oficial da cantora no YouTube como forma de divulgação. A cantora inicia a divulgação de algumas composições e o single pela Dinamarca, e em 27 de março de 2015 lança o EP "Stine", contendo 6 faixas, que incluem os singles lançados "Prototypical", "Move Forward", "The Day You Leave Me" e "Karma Town". Em 09 de Outubro de 2015 Stine lança seu álbum solo "57", usando o seu número da sorte como título do álbum, que além de conter os singles lançados anteriormente, é impulsionado pela divulgação do single "Woman".
Em março de 2016 e confirmado que Anders SG (vocalista) e Anders B (Guitarrista) estão em um novo projeto de música. O Nome do projeto é THANKS e assinaram contrato com a gravadora Copenhagen Records. O primeiro single é divulgado na mesma data e se chama "Dizzy", com lançamento a nível mundial, estando disponível para venda e stream.

## Turnês
A primeira turnê da banda foi ainda com o nome Sodastar, iniciada no verão de 2004, entre setembro e outubro, passando por cidades da Dinamarca e Suécia. Nessa turnê a banda apresentava as faixas do EP Sodastar, na qual estava incluído o single "My Best Friend" até então lançado nas rádios, além de covers de músicas dos anos 80 e também a primeira versão de músicas conhecidas atualmente como "Fantastic Six" e "Fascination".
Após a mudança do nome e o lançamento do primeiro CD titulado como "Alphabeat" na Dinamarca, a banda inicia uma turnê para promovê-lo. Consequentemente, o Alphabeat fez sua estreia no Reino Unido em Monto Water Rats em maio 2007 e no final do ano que embarcou em sua primeira turnê pelo Reino Unido (Wolfbaggin' Tour), apoiando Lil Chris e Daniel Powter. Foi oferecida a eles oportunidade de abrir para as Spice Girls durante o seu regresso 2007-08 da turnê das Spice Girls, mas recusaram a oportunidade, sentindo que seria "muito estranho", de repente, cantar/tocar na frente de um público 23.000 pessoas não familiarizadas com a banda e sua música.
Eles têm sido muitas vezes associado com o movimento “Wonky Pop” que seu empresário é gerente proprietário da marca e eles têm desempenhado uma série de eventos Wonky Pop e passeios.
Durante o verão de 2008 eles tocaram em vários festivais britânicos e internacionais, incluindo o “T in the Park” no "Camper’s Friday", “Roskilde Festival”, “T4 on the Beach”, “Summerfestival” (em Klaksvík, Ilhas Faroe, no início de agosto), e em outubro de 2008, junto com muitas outras bandas, no Centro Nacional de Exposições, em Solihull, na Inglaterra. Durante o final de 2008, começou uma turnê no Reino Unido e na Holanda, com muitos shows esgotados.
Em 2009 foi ainda lhes oferecida a oportunidade para abrirem os shows da Katy Perry em sua turnê mundial, mas em razão de terem feitos mais de 200 shows entre Europa, Reino Unido e Dinamarca, não aceitaram o convite. Em março de 2009, a banda cancelou suas aparições para continuar sua turnê e seu empresário afirmou que eles estavam trabalhando em seu segundo álbum e planejando uma turnê para os EUA no final do ano.
Eles realizaram uma mini-turnê pelo Reino Unido para promover “The Spell” no Outono de 2009 e excursionou por todo o Reino Unido abril de 2010, no “The Beat Is ... Tour”. Eles também tocaram em shows de abertura para Lady Gaga no Reino Unido e Irlanda para sua “The Monster Ball Tour”, que acontecia em Fevereiro e Março de 2010. Em 23 de março de 2012 a banda fez sua estreia em New York, com um show com todos os ingressos esgotados na Santos Party House, tendo inclusive uma matéria publicada no New York Times acerca dessa apresentação. Eles fizeram sua estreia em festivais nos EUA no Festival “SXSW” 2010. Em junho de 2010, co-liderou o festival  ao lado de outra banda “Wheatus” no Trinity May Ball, em Cambridge, Reino Unido.
No dia 26 de julho de 2011, Alphabeat foi atração garantida na festa de pré-evento para o contingente do Reino Unido que teve 4000 escoteiros. Uma noite antes de sair para “22nd World Scout Jamboree” na Suécia.
Em 2012, com o lançamento do novo single "Vacation" o Alphabeat inicia no verão a OPTour pela Dinamarca mostrando a nova fase da banda, que se apresentava mais parecida com a fase do primeiro CD lá em 2007. Com o som colorido e Divertido da nova proposta, os show se estendem por todo verão, terminando muito próximo do lançamento do novo single "Love Sea" programado para agosto, tanto que as imagens promocionais do single mostram cenas da turnê. Em 28 de Julho de 2012, Alphabeat se apresenta como o headliner do festival Jamboree 2012.
Com o lançamento do terceiro CD, no final de 2012 a banda iniciou a turnê "Express Non-Stop Tour", passando pela Dinamarca, Espanha, Holanda e Londres. Pouco tempo depois, no verão de 2013 dá-se inicio a Express Non-Stop Summer Tour, com 24 shows pelos maiores festivais da Dinamarca: Jelling Musikfestival, Rock Under Broen, THY ROCK, Nibe Festival, Samsø Festival e Langelandsfestival! Essa turnê também apresentou shows na Holanda e se encerra com um Show na Espanha no dia 06 de agosto de 2013. Uma curiosidade dessa turnê é que a banda apresentou-se um pouco maior do que apenas os seis integrantes, pois havia duas vocais (Ayoe og Merethe) que participaram de toda essa turnê. Elas não integraram o corpo da banda, mas tão somente deram suporte durante a Express Non-Stop Tour.

## Discografia
- Discografia Alphabeat

## Álbuns de estúdio
- 2007 - Alphabeat CD Dinamarca
- 2008 - This Is Alphabeat
- 2009 - The Spell Dinamarca
- 2010 - The beat is...
- 2012 - Express Non-Stop Dinamarca

## EPs
- 2004 - Sodastar Dinamarca
- 2007 - Fantastic Six
- 2008 - Fascination EP
- 2008 - 10.000 Nighst Of Thunder EP
- 2008 - iTunes Festival: London 2008 EP
- 2008 - iTunes Live London Sessions EP
- 2008 - Boyfriend EP
- 2008 - What Is Happening EP
- 2010 - Hole In My Heart EP
- 2010 - DJ (I Could Be Dancing)EP
- 2012 - The Love Sea Remixes EP

## Singles
- 2004 - "My Best Friend" - Sodastar - Dinamarca
- 2006 - "Fascination" - Dinamarca
- 2007 - "10.000 Nights of Thunder" - Dinamarca
- 2007 - "Fantastic 6"
- 2007 - "Boyfriend" - Dinamarca
- 2008 - "Fascination"
- 2008 - "10.000 Nights of Thunder"
- 2008 - "Boyfriend"
- 2008 - "Go-Go" -Dinamarca
- 2008 - "What Is Happening"
- 2009 - "The Spell"
- 2010 - "DJ"
- 2010 - "Hole in My Heart"
- 2010 - "Heatwave"
- 2010 - "Telephone/Bad Romance" (cover.)
- 2012 - "Vacation"
- 2012 - "Love Sea"
- 2012 - "X-Mas (Let's Do It Again)"
- 2013 - "Show Me What Love Is" - Dinamarca